# Rigsdagen (Weimarrepublikken)
 For alternative betydninger, se Rigsdagen (flertydig). (Se også artikler, som begynder med Rigsdagen)
Rigsdagen var navnet på Weimarrepublikkens (1919 – 1933) parlament. Den holdt sine møder i Rigsdagsbygningen i Berlin.
Ifølge forfatningen vedtaget i Weimar den 31. juli 1919 skulle rigsdagen vælges hvert fjerde år efter almindelige, lige, hemmelige og direkte valg efter forholdstal. Der var ikke en formel spærregrænse, hvilket i praksis betød, at ca. 60.000 stemmer var tilstrækkeligt til at opnå én repræsentant i Rigsdagen. Rigsdagen vedtog love for riget og var ansvarlig for budgetlove, afgørelser vedrørende krig og fred såvel som ratifikation af enkelte mellemstatlige aftaler. Rigspræsidenten kunne opløse rigsdagen. Rigskansleren og/eller rigsministeren måtte træde tilbage, når rigsdagen erklærede mistillid.
Efter rigsdagsvalget den 31. juli 1932 var en sammenhængende politisk styring i rigsdagen ikke længere mulig, da de gensidigt fjendtlige fløjpartier NSDAP og KPD tilsammen havde 318 af 608 medlemmer af rigsdagen.
Dagen efter rigsdagsbranden den 27. februar 1933 udstedte Rigspræsident Hindenburg Rigsdagsbrandforordningen, der satte dele af Weimarrepublikkens forfatning ud af kraft, hvilket blandt andet muliggjorde arrestationer og fængslinger af nazipartiets modstandere. Efter rigsdagsvalget den 5. marts 1933 vedtog Rigsdagen den såkaldte bemyndigelseslov, der gav Hitlers rigsregering adgang til at udstede love. Rigsdagsbrandforordningen og bemyndigelsesloven anses som værende det formelle grundlag, hvorpå Adolf Hitler og nazipartiet kunne basere det nationalsocialistiske diktatur. Forinden vedtagelsen af bemyndigelsesloven var KPD blevet forbudt og dets rigsdagsrepræsentanter arresteret eller flygtet, ligesom en række medlemmer af SPD ligeledes var blevet arresteret og/eller var flygtet. Ved vedtagelsen stemte alene de tilbageværende SPD-medlemmer imod loven. 
Med vedtagelsen af bemyndigelsesloven, der gav rigsregeringen adgang til selv at udstede love uden Rigsdagens indblanding, og med rigsregeringen og rigskansler Adolf Hitlers i realiteten ubegrænsede adgang til at forbyde og forfølge enhver politisk modstand, havde Rigsdagen udspillet sin politiske rolle og Tyskland blev en etpartistat. Det sidste møde i Rigsdagen fandt sted den 26. april 1942.